# Driechiopsis guineana
Driechiopsis guineana är en ringmaskart som beskrevs av Støp-Bowitz 1991. Driechiopsis guineana ingår i släktet Driechiopsis och familjen Polynoidae. Inga underarter finns listade i Catalogue of Life.